# Onychostoma simum
Onychostoma simum és una espècie de peix cipriniforme de la família dels ciprínids que es troba a la Xina i al Vietnam.